# راشین میشن (آلاسکا)
راشین میشن (به انگلیسی: Russian Mission) شهری در ناحیه سرشماری وید همپتون ایالت آلاسکا است که جمعیت آن در سرشماری سال ۲۰۰۰ میلادی ۲۹۶ نفر بوده‌است.